# Кольцевые связки пальцев
Кольцевые связки пальцев — кольцевая часть фиброзных оболочек пальцев. Четыре или пять таких кольцевых связок вместе с тремя крестообразными связками образуют фиброзно-костный туннель на ладонной стороне кисти, через который проходят глубокие и поверхностные сгибатели пальцев.  Кольцевые и крестообразные связки служат для управления сгибающим механизмом кисти и запястья, обеспечивая ограничения для сухожилий сгибателей, предотвращая образование тетивы при сокращении наружных мышечно-сухожильных сгибателей.
Первая кольцевая связка (А1), расположена около головки пястной кости и лежит в канавке сгибателя в глубокой поперечной пястной связке.  Как правило, связки А1, А3 и А5  являются «связками суставов», которые берут свое начало от пластинки солярного отростка на наружной стороне пястно-фалангового, проксимального межфалангового и дистального межфалангового суставов соответственно.  Связки А2 и А4 возникают из надкостницы на проксимальной половине проксимальной фаланги и средней части средней фаланги соответственно. На большом пальце находятся две кольцевых саязки и одна наклонная связка.
Вместе связки A образуют непрерывный туннель, и, поскольку крепления каждой связки A на кости шире его крыши, его форма предотвращает защемление связки соседями при крайних изгибах. Короткая крыша также сводит к минимуму давление на сухожилия под напряжением, вместо этого распределяя давление по всему туннелю. 

## Внешние ссылки
- Austin, Noelle M. Chapter 9: The Wrist and Hand Complex // Joint Structure and Function: A Comprehensive Analysis (англ.). — 4th. — Philadelphia: F. A. Davis Company[англ.], 2005. — ISBN 0-8036-1191-9.